# Ducato di Masovia

Lo stemma del ducato di Masovia

Il ducato di Masovia fu un ducato della Polonia, corrispondente all'odierno voivodato della Masovia. Nel corso della storia polacca la regione fu governata come ducato indipendente, a sua volta spesso suddiviso in vari ducati, e le sue vicende si intrecciarono spesso con quelle del regno di Polonia.

## Geografia e suddivisioni territoriali
La Masovia comprendeva:

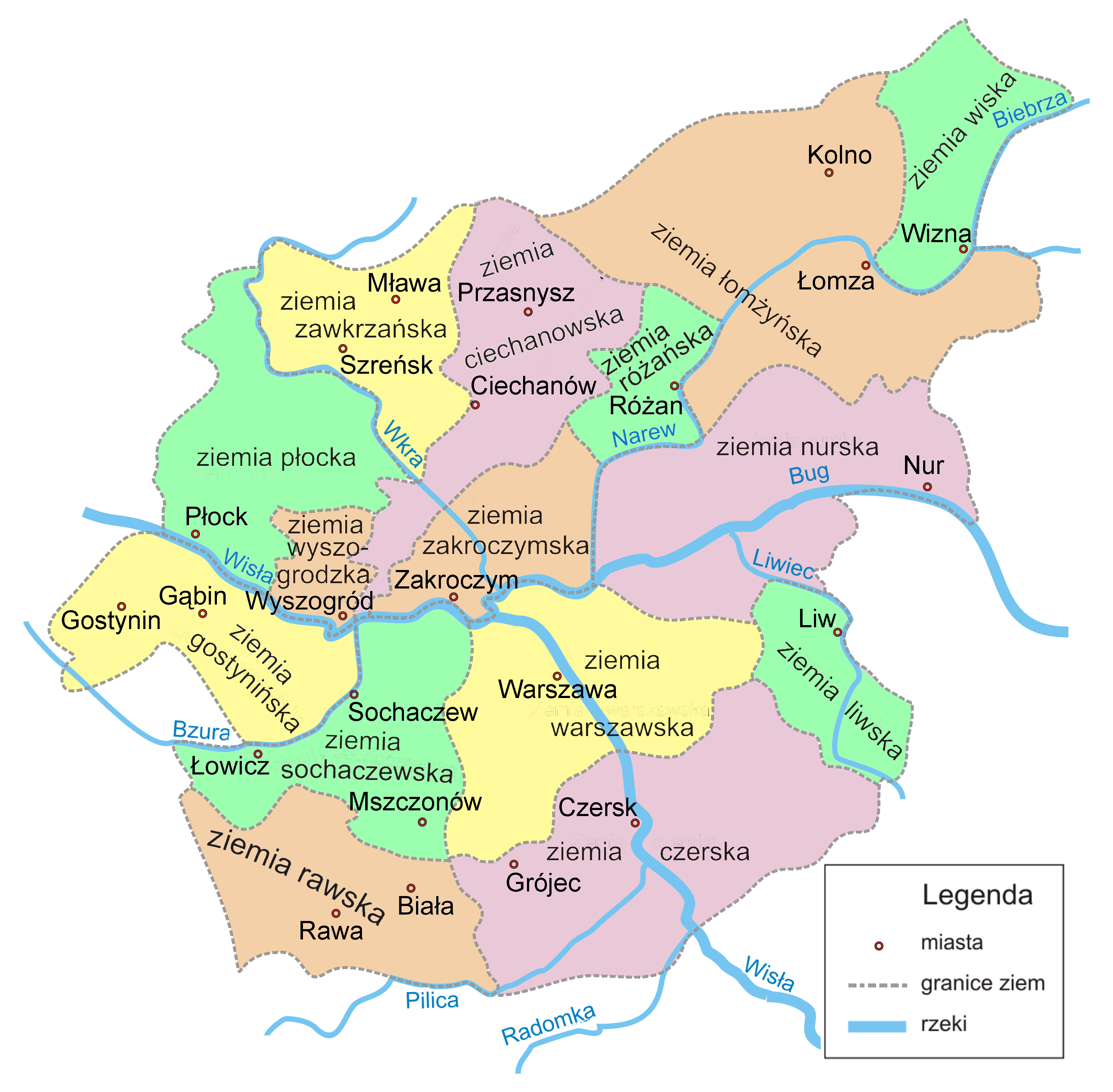
Suddivisioni storiche della Masovia (Płock, Wyszogród, Szreńsk, Ciechanów, Różan, Zakroczym, Łomża, Wizna, Nur, Gostynin, Sochaczew, Rawa, Varsavia, Czersk e Liw).

- la contea di Płock (ziemia płocka);
- la contea di Wyszogród (ziemia wyszogrodzka);
- la contea di Szreńsk (ziemia zawkrzańska), comprendente anche la città di Mława;
- la contea di Ciechanów (ziemia ciechanowska) che comprende anche la città di Przasnysz;
- la contea di Różan (ziemia różańska);
- la contea di Zakroczym (ziemia zakroczymska);
- la contea di Łomża (ziemia łomżyńska), comprendente anche la città di Kolno;
- la contea di Wizna (ziemia wiska);
- la contea di Nur (ziemia nurska);
- la contea di Gostynin (ziemia gostynińska), comprendente anche la città di Gąbin;
- la contea di Sochaczew (ziemia sochaczewska), comprendente anche le città di Łowicz e di Mszczonów;
- la contea di Rawa, comprendente anche la città di Biała;
- la contea di Varsavia (o Warszawa, ziemia warszawska);
- la contea di Czersk (ziemia czerska), comprendente anche la città di Grójec;
- la contea di Liw (ziemia liwska).

Il territorio era attraversato dalla Vistola e dai suoi affluenti, lungo il cui corso sorgevano principalmente le città principali e che costituirono importanti vie di comunicazione e capisaldi geografici nella regione, in gran parte pianeggiante.
Lungo il cui corso della Vistola si trovano, da monte a valle, le città di Czersk, Varsavia, Zakroczym, Wyszogród e Płock. A monte di Czersk la Vistola riceve come affluenti di destra i fiumi Radomka e Pilica, a valle di Varsavia il fiume Narew, da sinistra, e presso Wyszogród il fiume Bzura, ancora da destra.
Lungo il corso del Narew si trovano le città di Wizna (alla confluenza del suo affluente di sinistra, la Biebrza), di Łomża e di Różan. Il Narew riceve quindi da destra il fiume Bug Occidentale, sulle cui rive sorge la città di Nur e in cui confluisce a sua volta, da destra, il fiume Liwiec, che bagna la città di Liw. Presso la confluenza con la Vistola il Narew riceve inoltre da sinistra l'affluente Wkra.

## Storia del ducato e dei duchi di Masovia
La Masovia era stata conquistata nel X secolo dal primo duca di Polonia (Polanie in polacco), Mieszko I.

### Indipendenza della Masovia sotto Miecław (1034-1047)
Miecław (conosciuto anche come Masław, Mojsław o Miesław), coppiere di corte (cześnik) del re Mieszko II e in seguito governatore della Masovia, dopo i disordini seguiti alla morte del re nel 1034, approfittò della reazione pagana, particolarmente diffusa in Masovia, per ribellarsi al legittimo successore, Casimiro I (1016-1058). Questi, con il sostegno dell'imperatore Enrico III e l'alleanza del principe di Kiev Jaroslav I sottomise nuovamente la Masovia nel 1047 e Miecław rimase ucciso nel corso di una battaglia sulle rive della Vistola.

### Ducato di Masovia-Cuiavia (1138-1231)
Ladislao I (1042 ca.-1102), figlio cadetto di Casimiro I, era succeduto come duca di Polonia al fratello Boleslao II (1039-1081), dopo aver rinunciato al titolo di re ottenuto da quest'ultimo. Alla sua morte nel 1102 la Polonia venne suddivisa tra i suoi figli, Zbigniew (1070 ca.-1112 ca.) e Boleslao III di Polonia (1085 o 1086-1138). Boleslao sconfisse il fratello maggiore nel 1106, lasciandogli solo in feudo la regione della Masovia, che gli venne tuttavia tolta l'anno seguente per non aver onorato i suoi impegni di vassallo.

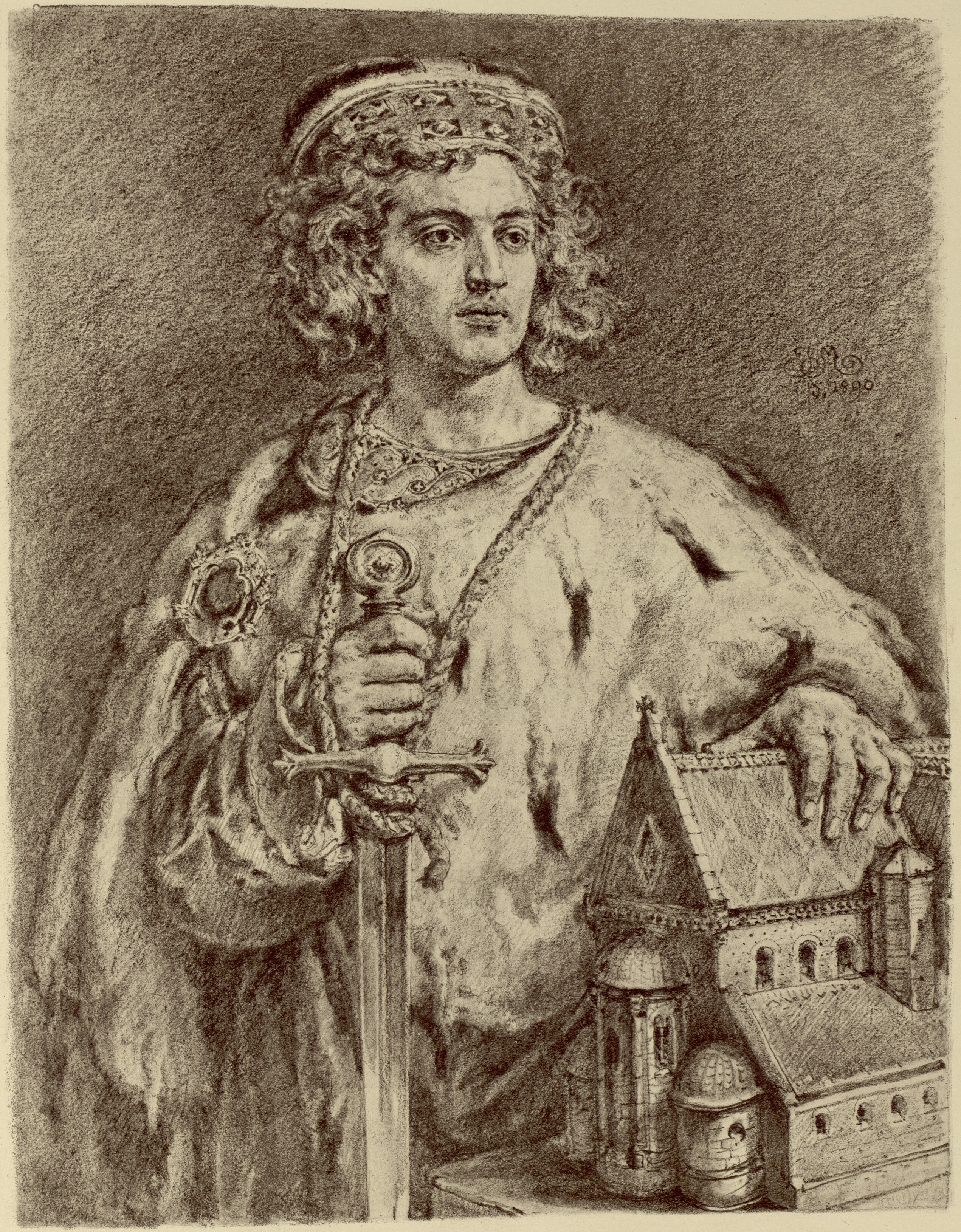
Il duca di Masovia-Cuiavia, Boleslao IV (1125-1173).

Alla sua morte, nel 1138 il testamento di Boleslao III suddivise i suoi domini tra i quattro figli: tra questi Boleslao IV (1125-1173) ottenne la Masovia e la Cuiavia costituendo il ducato indipendente di Masovia-Cuiavia, con capitale Płock, mentre il primogenito Ladislao II (1105-1159), duca della Slesia ebbe inoltre, come princeps o senior, la capitale Cracovia e i territori ad essa collegati. Nel 1146, costretto all'esilio il fratello maggiore, Boleslao gli succedette come duca di Cracovia e come princeps. Alla sua morte, nel 1173 la sovranità passò a Miecislao III il Vecchio (Mieszko III Stary 1126-1202), mentre il figlio Leszek (1162-1186) gli succedette nel ducato di Masovia-Cuiavia, sotto la reggenza dello zio Casimiro II (1138-1194) fino al 1177. Alla sua morte, nel 1186, senza discendenza, Leszek lasciò per testamento il ducato allo zio.
Alla morte di Casimiro II nel 1194, gli succedette il figlio Leszek il Bianco (Leszek Biały, 1186 o 1187-1227), sotto la reggenza della madre, Helena Znojemska. Nel 1195 Miecislao III, che era stato spodestato da Casimiro II, con lo scopo di riappropriarsi del potere, invase la Cuiavia, costituendola in ducato per il figlio, Boleslao, ma venne sconfitto nella battaglia della Mozgawą, in cui lo stesso Boleslao trovò la morte. Nel 1198 sempre Miecislao III divenne reggente per il nipote, fino alla propria morte, nel 1202: Leszek il Bianco ottenne la sovranità sulla Polonia, mentre il titolo di duca di Masovia-Cuiavia passò al fratello, Corrado I (1187 o 1188-1247).

### Il ducato di Masovia e le sue divisioni (1231-1381)

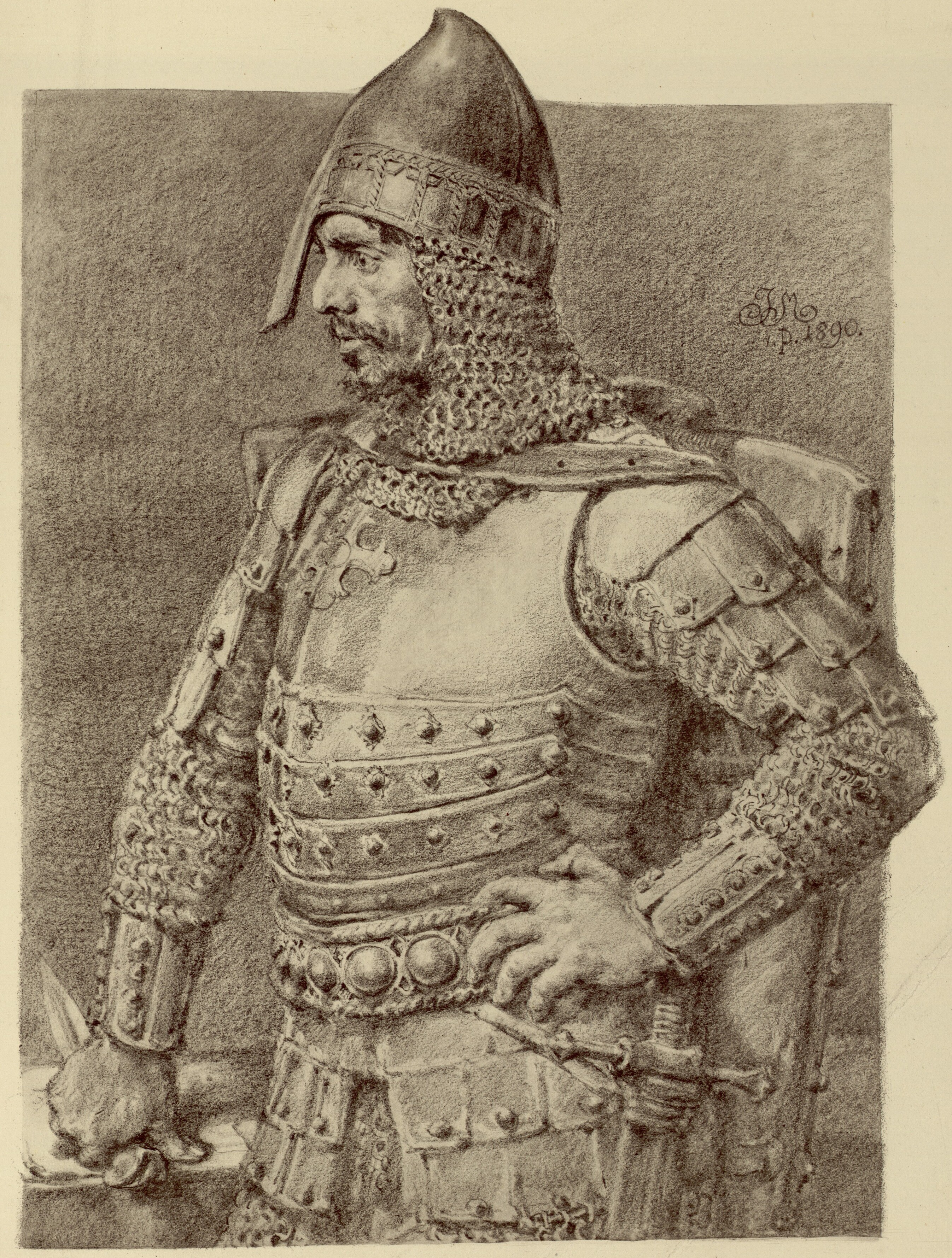
Il duca di Masovia Corrado I (1187/1188-1247)

Nel 1231 Corrado I staccò la Cuiavia come ducato indipendente per il figlio Casimiro (1211-1267). Nel 1233 anche la parte settentrionale del ducato di Masovia fu separata dal resto della regione e offerta al figlio maggiore, Boleslao I (1208-1248), che riunì nuovamente nelle sue mani il ducato alla morte del padre nel 1247. Morto anch'egli dopo appena un anno, nel 1248, lasciò per testamento il ducato al fratello minore, Siemowit I (1215-1262). Nel 1262 la Masovia venne invasa dai Lituani, la capitale, Płock fu incendiata, e il duca morì in battaglia.
Sotto la reggenza della madre, Perejesława di Galizia, succedettero al padre come duchi di Masovia Corrado II (1250 ca.-1294), preso prigioniero dai Lituani, nel corso della battaglia in cui il padre era rimasto ucciso, e rimasto in cattività per i successivi due anni, e Boleslao II (dopo il 1251-1313). Quando quest'ultimo raggiunse la maggiore età, nel 1275 il ducato venne spartito tra i due fratelli: Corrado II divenne duca di Czersk e Boleslao II duca di Płock.
Inizialmente in lotta tra loro, i fratelli si riappacificarono quando in seguito alla morte senza eredi del duca di Cracovia Leszek II il Nero, nel 1288, prima Corrado II e poi Boleslao II tentarono senza successo di impadronirsi della sovranità sulla Polonia. Alla morte di Corrado II, senza eredi maschi, il ducato di Masovia venne nuovamente riunito nelle mani di Boleslao II. Dopo aver fondato, agli inizi del XIV secolo una piazzaforte fortificata a Varsavia, nel 1310 ne fece un ducato indipendente, insieme alla città di Liw, per il figlio maggiore Siemowit II (1283-1345), mentre il ducato di Czersk venne offerto al secondo figlio, Trojden (1285-1341).

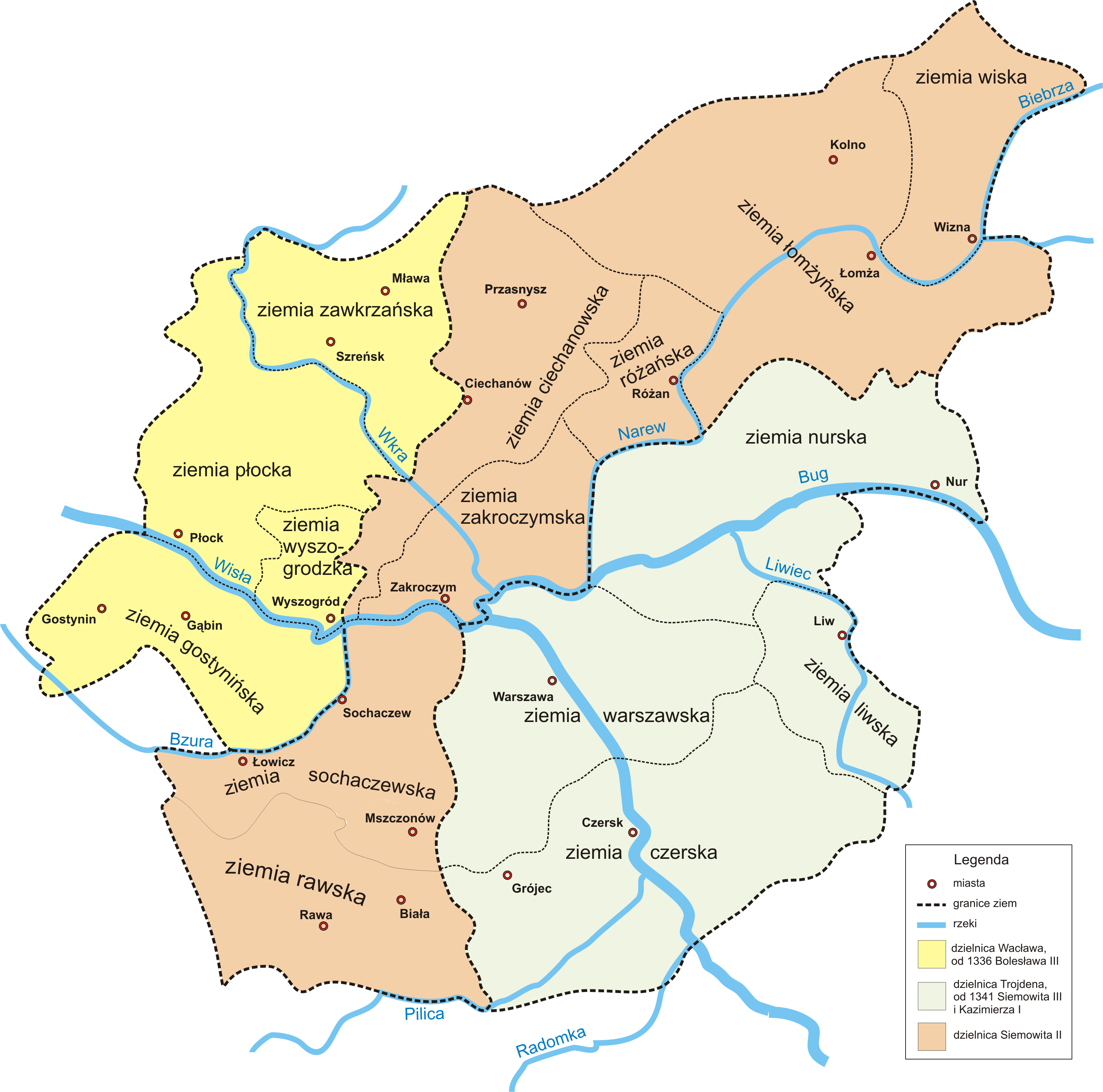
La Masovia dopo la suddivisione tra i figli di Boleslao II nel 1313: in grigio chiaro il ducato di Czersk, in color salmone il ducato di Rawa e in giallo il ducato di Płock.

Alla morte di Boleslao II, nel 1313, il ducato venne nuovamente spartito tra i tre figli, Siemowit II, duca di Rawa, Trojden I, duca di Czersk (che ottenne anche le città di Varsavia e Liw), e Wacław (1293-1336), duca di Płock. Dopo un breve conflitto nel 1316 i duchi di Masovia condussero una politica comune, e, circondati dai territori dei più potenti Ordine Teutonico Boemia e regno di Polonia (con il re Ladislao I il Breve), si barcamenarono con ripetuti cambi di alleanze. Nel 1323 Boleslas Trojdenowicz (1308-1340), figlio di Trojden e di Maria, a sua volta figlia del principe russo di Galizia-Volhynie Giorgio I, in seguito alla morte in battaglia degli eredi al trono, ottenne il principato, con l'appoggio del re di Polonia Ladislao I, e lo tenne con il nome di Giorgio II fino al suo assassinio nel 1340. Nel 1326 in seguito alle minacce di attacco da parte del regno di Polonia, i duchi di Masovia si allearono all'Ordine Teutonico e le truppe polacco-lituane di Ladislao I incendiarono la città di Płock. Nel 1329 Wacław fu costretto a prestare giuramento di fedeltà al re di Boemia Giovanni I.

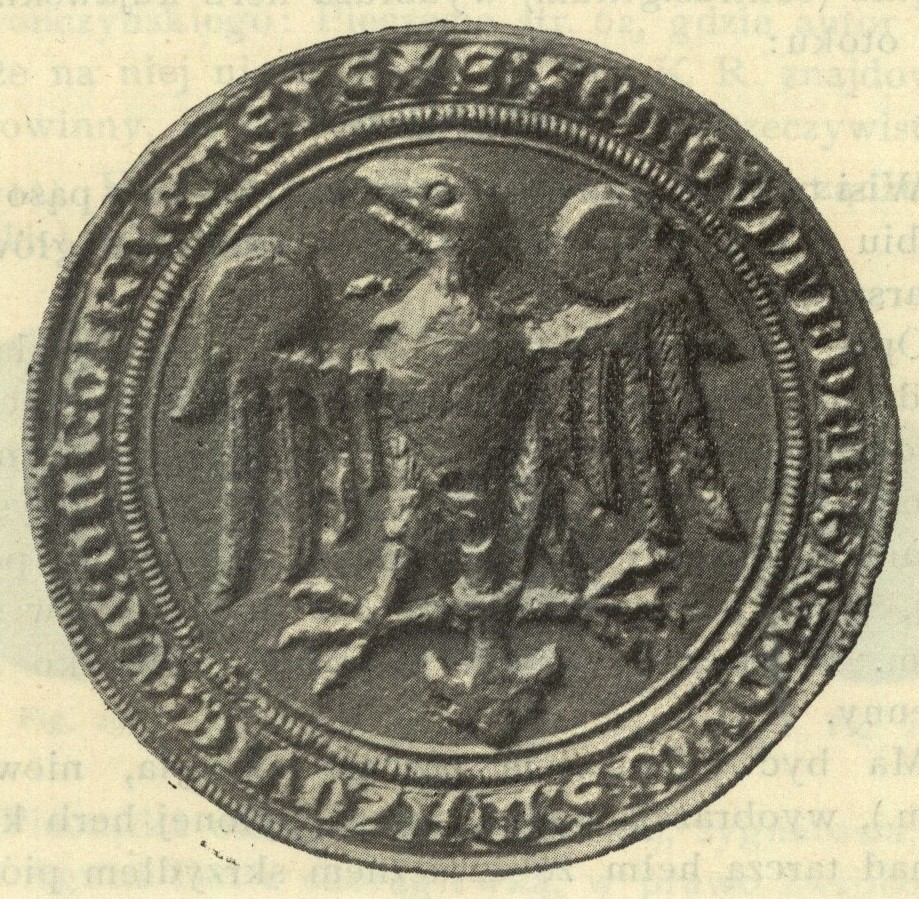
sigillo del duca di Masovia Siemowit III (1313-1381).

Nel 1336 morì Wacław e i suoi fratelli Siemowit II e Trojden, tennero la reggenza del ducato di Płock per il figlio di questi, Boleslao III (1322/1330-1351), fino al 1340. Nel 1341 morì anche Trojden e il ducato di Czersk venne ereditato dai suoi figli Siemowit III (1313-1381) e Casimiro I (1320/1331-1351).
Alla morte di Siemowit II, nel 1345, senza discendenti, il ducato di Rawa venne spartito tra i suoi nipoti, Boleslao III, figlio di Wacław e duca di Płock, e Siemowit III e Casimiro I, figli di Trojden e duchi di Czersk; questi ultimi si divisero inoltre nel 1349 i possessi ereditati: il primo ebbe le regioni di Czersk, Liw e Rawa, mentre al secondo venne lasciata Varsavia.
Nel 1351 Boleslao III rimase ucciso nel corso della crociata condotta da Luigi I d'Ungheria e da Casimiro III il Grande di Polonia contro il granduca pagano di Lituania Kiejstut: il ducato di Płock, venne suddiviso tra i suoi cugini (Siemowit III, duca di Czersk, che ottenne Gostynin, e Casimiro I, duca di Varsavia, che ottenne Sochaczew, già parte del ducato di Rawa) e il re Casimiro il Grande (che ottenne la regione di Płock, poi ceduta in godimento ai due fratelli, e il territorio di Wizna, quest'ultima anch'essa già parte del ducato di Rawa). I duchi di Masovia prestarono quindi giuramento di fedeltà al re Casimiro il Grande, riconoscendone la sovranità sulla Polonia.
Alla morte del duca Casimiro I, nel 1355, il ducato di Varsavia passò al fratello Siemowit III, che ebbe nuovamente in proprio possesso l'intera Masovia. Alla morte di Casimiro il Grande nel 1370, secondo i patti, il ducato si affrancò dalla sudditanza alla corona polacca. Nel 1373 o 1374 Siemowit III cedette il ducato di Varsavia al figlio Siemowit IV (1352-1426) e quello di Rawa al figlio Giano I (1346-1429). Intraprese inoltre una serie di riforme: promulgò nel 1377 un diritto consuetudinario e rivide l'amministrazione pubblica, la giustizia e il sistema monetario.
Alla sua morte, nel 1381 la Masovia rimase divisa tra i due figli.

### Il ducato di Płock e il ducato di Varsavia (1381-1462)

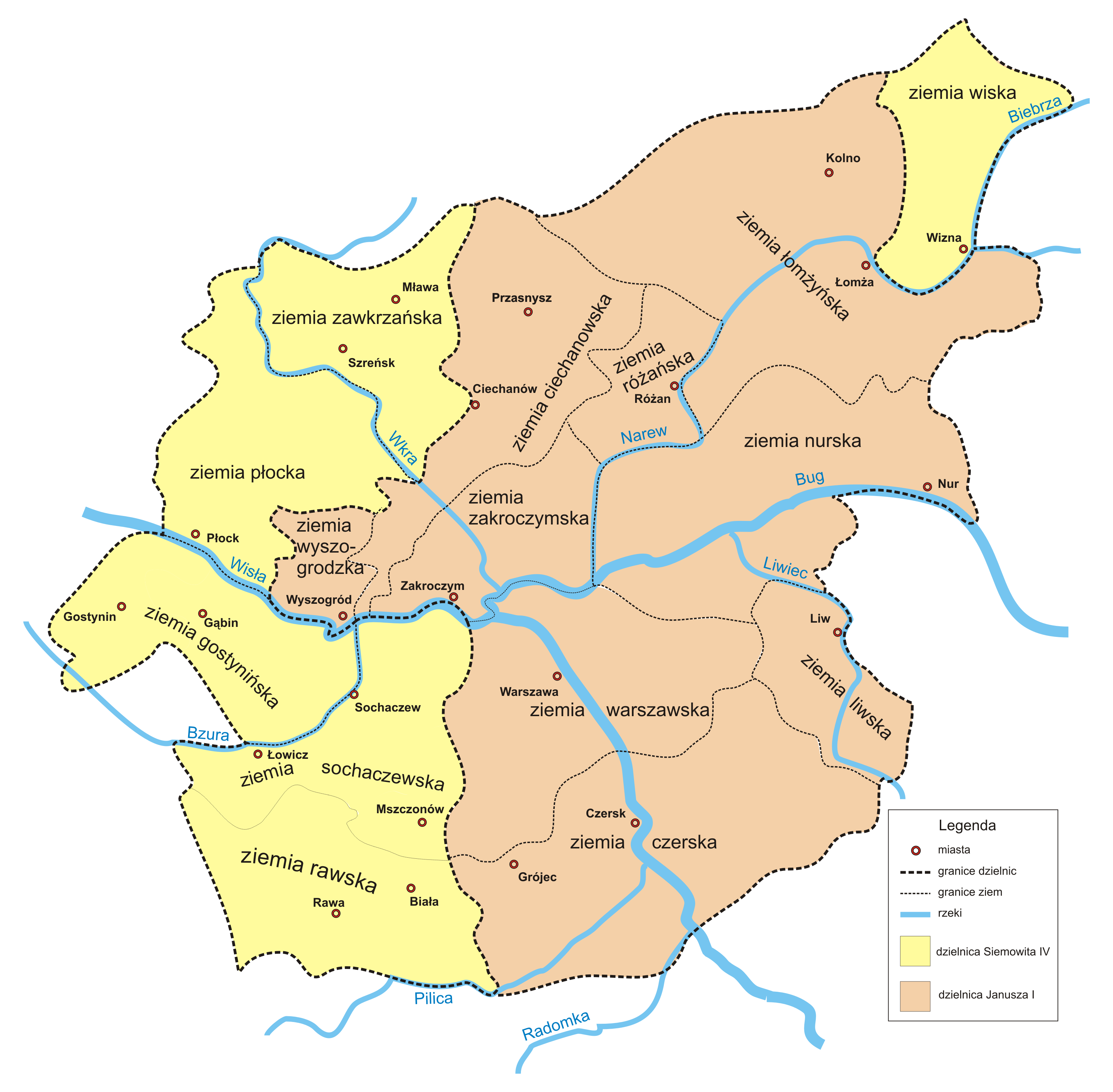
La Masovia dopo la divisione tra i figli di Semiovit III alla sua morte nel 1381: in giallo i possessi di Semiovit IV e in color salmone i possessi di Giano I.

#### Il ducato di Płock (1381-1462)
Semiovit IV, figlio di Semiovit III e duca di Płock, nel 1382 alla morte di Luigi I d'Ungheria, successore di Casimiro il Grande, reclamò per sé il trono di Polonia e occupò la Cuiavia, da cui venne scacciato tuttavia l'anno seguente. Nel 1386 accettò come re di Polonia il granduca lituano Jogaila, che aveva ottenuto il trono con il nome di Ladislao II (in seguito all'Unione di Krewo del 1385 e al matrimonio con la regina Edvige, figlia di Luigi I d'Ungheria) e ne divenne vassallo ereditario; l'anno successivo ne sposò inoltre la sorella Alessandra, che gli portò in dote la città di Bełz. Fu costretto a cedere parte dei suoi domini all'Ordine Teutonico e per recuperarli prese parte alla guerra condotta da Polonia e Lituania contro l'Ordine nel 1409-1410, partecipando alla battaglia di Grunwald.
Alla morte di Semiovit IV, nel 1426, i suoi domini passarono come co-reggenti ai suoi quattro figli (Semiovit V (1389-1442), Casimiro II (1396/1407-1442), Trojden II (1397/1410-1427) e Ladislao I (1398/1411-1455), Dopo morte di Trojden nel 1427, nel 1434 i fratelli sopravvissuti si spartirono i domini paterni: Semiovit V ebbe il ducato di Rawa, Casimiro II il ducato di Bełz e Ladislao I il ducato di Płock; alla morte dei fratelli nel 1442 il ducato fu riunificato nelle mani di Ladislao I (ad eccezione del territorio di Gostynin, che fu mantenuto da Margherita di Racibórz, vedova di Semiovit V, fino al 1459).
Dopo la morte di Ladislao I nel 1455 il ducato fu inizialmente in possesso dei figli, Siemovit VI (1446-1461/2) e Ladislao II (1448-1462), sotto la reggenza del vescovo di Płock, Pawel Giżycki. Dal 1459 furono in possesso del solo territorio di Gostynin, precedentemente dominio della zia Margherita di Racibórz.

#### Il ducato di Varsavia (1381-1462)
L'altro figlio di Semiovit III, Giano I, duca di Varsavia, aveva sposato nel 1376 Danuta Anna, figlia del granduca lituano Kiejstut. Nel 1386, come il fratello, divenne vassallo del re di Ladislao II Jagellone e fu spesso mediatore tra questi e il fratello della moglie, il granduca lituano Vitoldo. Nel 1391 ereditò il titolo di duca di Podlachia e nel 1406 spostò la capitale del ducato da Czersk a Varsavia. Partecipò, come il fratello alla battaglia di Grunwald.
Alla sua morte nel 1429 gli succedette il figlio Boleslao IV (1421-1454), fino al 1436 sotto la reggenza della madre, Anna di Kiev. Boleslao IV fu anche duca di Podlachia tra il 1440 e il 1444. Dopo la sua morte, nel 1454, la vedova, Barbara di Russia, fu reggente del ducato con il vescovo di Płock, Paweł Giżycki, fino al 1462, per i figli Corrado III il Rosso (1448-1503), Casimiro III (1449-1480), Boleslao V (1453-1488) e Giano II (1455-1495).

### La riunificazione del ducato di Masovia e la fine dell'indipendenza (1462-1526)
Alla morte dei duchi di Płock, figli di Ladislao I, Semiovit VI e Ladislao II, nel 1462, i territori di Gostynin, Rawa e Bełz furono annessi al regno di Polonia, mentre Płock, Płońsk, Zawkrze e Wizna passarono al ducato di Varsavia. La vedova di Ladislao I, Anna d'Oleśnica, conservò il possesso di Sochaczew fino al 1476, in seguito sostituita da Koło e Mszczonów fino al 1481.

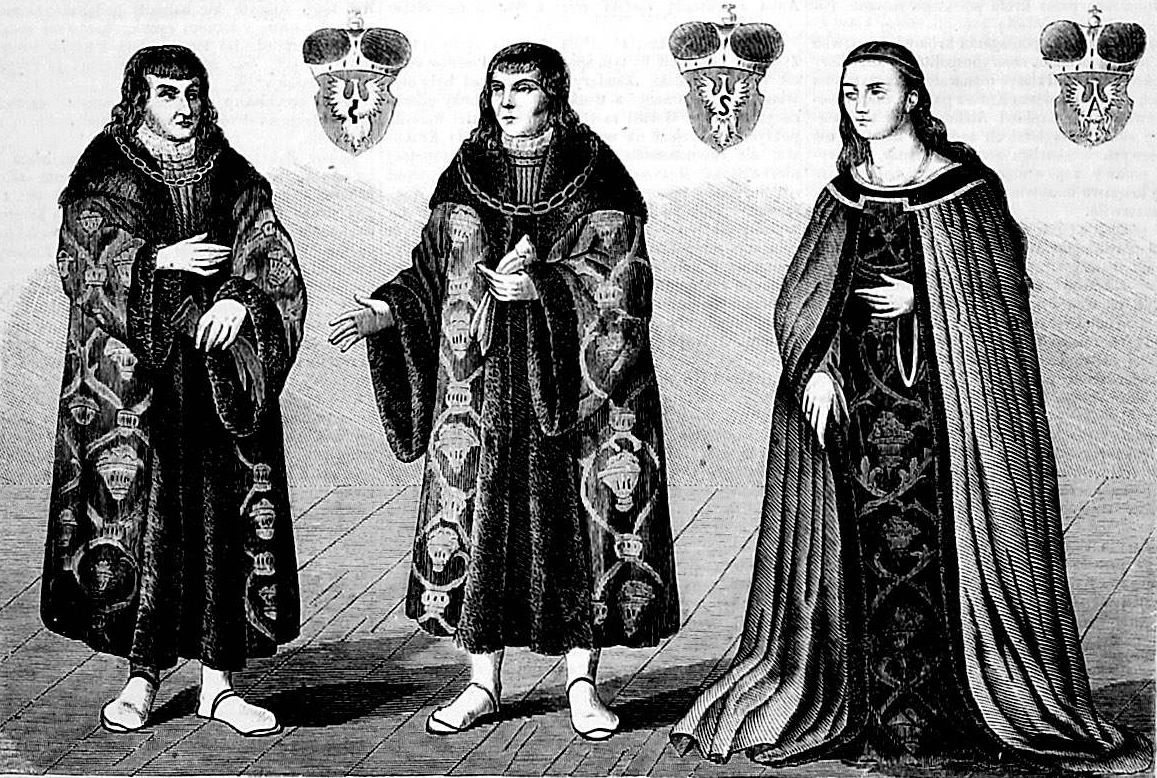
I fratelli Stanislao e Giano III, ultimi duchi di Masovia, insieme alla sorella Anna di Masovia. Riproduzione del 1872.

I territori della Masovia furono suddivisi tra i figli di Boleslao IV: Corrado III ebbe il ducato di Czersk e Casimiro III il ducato di Płock. Dopo l'abdicazione di Casimiro III nel 1475 gli succedette il fratello Giano II, che aveva ottenuto nel 1471 i territori di Ciechanów e Łomża: alla sua morte nel 1495 i territori del ducato passarono alla corona polacca. 
Boleslao V nel 1471 ottenne le regioni di Varsavia e di Nur che alla sua morte nel 1488 passarono al fratello Corrado III, il quale in tal modo riunificava i territori della Masovia non ancora passati alla corona polacca.
Alla morte di Corrado III nel 1503 gli succedettero i figli Stanislao (1500-1524) e Giano III (1502-1526), fino al 1518 sotto la reggenza della madre, Anna Radziwiłł. Con la loro morte, la linea maschile della famiglia si estinse e la Masovia entrò a far parte del regno di Polonia nel 1526.
La sorella degli ultimi duchi, Anna di Masovia (1498-1557), sposò nel 1536 il nobile polacco Stanislao Odrowąż (1509-1545). Dal matrimonio nacque una sola figlia, Sofia Odrowąż (1540-1580).